# Рудик Борис Іванович
Борис Іванович Рудик (нар. 22 жовтня 1932, с. Підлісний Ялтушків, нині Барського району Вінницької області — 11 грудня 2014, м. Тернопіль) — український вчений у галузі медицини. Доктор медичних наук (1986), професор (1987).

## Життєпис
Борис Іванович Рудик народився 22 жовтня 1932 року в Підлісному Ялтушкові на Вінниччині в селянській сім'ї. Закінчив із відзнакою лікувальний факультет Чернівецького медичного інституту (1957, нині університет).
Працював головним лікарем лікарні в с. Горошівцях Заставнівського району Чернівецької області, ординатором спочатку терапевтичного, а відтак гематологічного відділів Тернопільської обласної клінічної лікарні (1958—1962, нині Тернопільська університетська лікарня), аспірант Київського інституту удосконалення лікарів (1962—1965), асистент кафедри шпитальної терапії Чернівецького медичного інституту (1965—1971). Працював лікарем за контрактом у Тунісі (1967—1969).
Від 1971 — в Тернопільському медичному інституті (нині університет): 1975—1986 — доцент кафедри факультативної терапії, 1986—1996 — завідувач кафедри кардіології; від 1997 — професор кафедри терапії та сімейної медицини факультету післядипломної освіти.
Від 1992 — голова Тернопільського обласного наукового товариства терапевтів, неодноразово обирався членом Всеукраїнського правління товариства терапевтів і кардіологів.

## Науковий доробок
Наукові зацікавлення пов'язані з вивченням імунопатологічних реакцій та їх корекції у хворих на алергію та аутоімунні хвороби. 1966 захистив кандидатську, а 1986 — докторську дисертації з проблеми бронхіальної астми. Керівник шести кандидатський і однієї докторської дисертації з кардіології.
Розробив високоефектне лікування бронхіальної астми та гіпертонічної хвороби з використанням імуномодуляторів, бетаблокаторів та антагоністів кальцію.
Має два авторські свідоцтва на винаходи. Зокрема у 1983 році отримав авторське свідоцтво на винахід, розробивши у співавторстві з Бліновою Ніною Григорівною та Ковтун Євгенією Володимирівною, спосіб лікування аутоімунних поліартритів із застосуванням електротерапії.

### Твори
Автор і співавтор
- понад 300 наукових праць,
- монографії «Бронхіальна астма» (1984),
- «Довідника фельдшера» (книга 1, 1997),
- навчального посібника «Вибрані лекції з кардіології» (3-є видання, 2005),
- збірника «Приказки та афоризми про здоров'я, хвороби, життя і алкоголь» (3 видання),
- науково-популярних брошур,
- книги «Спогади старого лікаря» (2006).